# Едмилсон
Жозе́ Едми́лсон Го́меш Мора́иш (на португалски: José Edmílson Gomes de Moraes) или просто Едми́лсон е бивш бразилски футболист, играл като дефанзивен полузащитник и централен защитник за Сао Пауло, Олимпик Лион, Барселона, Виляреал, Палмейрас, Сарагоса и Сеара. С отбора на Барселона печели шампионската лига през сезон 2005/06, а с бразилския национален отбор е световен шампион на Световното първенство през 2002 година.
От 2006 г. ръководи фондация носеща неговото име, която е част от образователен проект и има за цел да помага на деца в нужда от Бразилия.

## Успехи
Сао Пауло
- Копа КОНМЕБОЛ (1): 1994
- Рекопа Судамерикана (1): 1994
- Кампеонато Паулища (2): 1998, 2000

 Олимпик Лион
- Шампион на Франция (3): 2001–02, 2002–03, 2003–04
- Купа на Лигата (1): 2000–01
- Суперкупа на Франция (2): 2002, 2003

 Барселона
- Шампионска лига (1): 2005-06
- Шампион на Испания (2): 2004–05, 2005–06
- Суперкопа де Еспаня (2): 2005

 Бразилия
- Световен шампион (1): Мондиал 2002